# Wyspy Dziewicze Stanów Zjednoczonych na Letnich Igrzyskach Olimpijskich 1968
Reprezentacja Wysp Dziewiczych na Letnich Igrzyskach Olimpijskich 1968 w Meksyku składała się z sześciu sportowców, którzy wystąpili w trzech dyscyplinach sportu. Chorążym reprezentacji był Leston Sprauve.
Był to pierwszy występ reprezentacji Wysp Dziewiczych Stanów Zjednoczonych na igrzyskach olimpijskich.

## Wyniki

### lekkoatletyka

#### 200 m mężczyzn
W swoim biegu eliminacyjnym Carl Plaskett zajął przedostatnie, 6. miejsce i nie awansował do półfinału (21,2 s). Wygrał Amerykanin Tommie Smith

#### 110 m przez płotki mężczyzn
Franklin Blyden zajął 5. miejsce w swoim biegu eliminacyjnym i nie awansował do półfinału (14,7 s). Wygrał Amerykanin Willie Davenport

### podnoszenie ciężarów
W gronie 12 sklasyfikowanych zawodników w kategorii powyżej 90 kg, Leston Sprauve zajął ostatnie miejsce. Wygrał Leonid Żabotyński ze Związku Radzieckiego

### Żeglarstwo

#### Latający Holender
W tej klasie John Hamber i Rudy Thompson zajęli 25. miejsce w stawce 30 załóg. Wygrali Brytyjczycy Rodney Pattison i Iain MacDonald-Smith

#### Finn
Per Dohm zajął 32. lokatę (wyprzedził czterech rywali). Wygrał Walentyn Mankin ze Związku Radzieckiego